# Nina Bang
Nina Henriette Wendeline Bang (Copenaghen, 6 ottobre 1866 – Copenaghen, 25 marzo 1928) è stata una politica danese.
Membro del partito socialdemocratico, venne nominata ministro dell'Educazione nel governo di Thorvald Stauning nel 1924; si dimise due anni dopo.
È stata una delle prime donne nel mondo a ricoprire la carica di ministro, la prima in Danimarca. La prima donna in assoluto a ricoprire la carica di ministro è stata Alexandra Kollontai, commissaria del popolo al Welfare dell'Unione Sovietica dal 1917 al 1918. La contessa Constance Markiewicz invece, fu ministro del Lavoro della Repubblica d'Irlanda dal 1919 al 1922.